# Фанди Ахмад
Фанди бин Ахмад (малайск. Fandi bin Ahmad; род. 29 мая 1962 года, Сингапур) — сингапурский футболист и футбольный тренер. В основном он играл на позиции нападающего, но также мог играть в полузащите. Он выигрывал Кубок Малайзии с тремя разными клубами: «Сингапур ФА», «Куала-Лумпур ФА» и «Паханг» — в том числе сделал два «золотых дубля»: в 1992 и 1994 годах. В 1988 году Фанди получил Золотую бутсу чемпионата. Кроме того, футболист выступал за границей в таких клубах, как «Митра Кукар» (Индонезия), «Гронинген» (Нидерланды), «Гейланг Интернэшнл» и «Уорриорс» (оба — Сингапур). В сборной Сингапура Фанди сыграл 101 матч, забив 55 голов, трижды становился серебряным призёром Игр Юго-Восточной Азии и был капитаном сборной с 1993 по 1997 год. Он тренировал «Уорриорс», «Пелита Райа» (Индонезия) и «Джохор» (Малайзия); работал помощником тренера национальной сборной и руководит собственной футбольной академией. В 1994 году он был награждён Медалью государственной службы. Фанди является первым сингапурским футболистом, сыгравшим в Европе, первым спортсменом-миллионером страны и первым сингапурским спортсменом с опубликованной биографией (1994 год). Фанди считается национальной легендой. В 1999 году он занял шестое место в списке 50 величайших спортсменов столетия в Сингапуре, по версии газеты Straits Times.

## Ранние годы
В детстве Фанди сильно увлекался футболом и проводил большую часть свободного времени, играя с мячом. Семья будущего футболиста жила в больнице «Вудбридж», там ей было отведено две комнаты. Чтобы материально помочь семье, Фанди приходилось продавать наси лемак (блюдо из риса, приготовленного в кокосовом молоке). Отец Фанди, Ахмад Вартам был вратарём национальной сборной Сингапура. Сам Фанди также начинал на позиции вратаря, но, по совету учителя, перешёл в полузащиту. Когда ему было 12, его родители развелись, после чего он жил с отцом, бабушкой и дедушкой. Фанди учился в средней школе Серангун Гарденс, где играл за местную футбольную команду. Однако его исключили из команды, так как мальчик отставал в учёбе. Затем он продолжил учиться в Сингапурском профессиональном техническом институте и получил третий национальный торговый сертификат. Он играл за команду «Каки Букит» в любительской Национальной футбольной лиге, где его и заметил тренер «Сингапур ФА», Себастьян Яп.

## Карьера игрока

### Клубная карьера
Фанди присоединился к «Сингапур ФА» в 1979 году и стал основным полузащитником команды, он забил четыре гола в своём первом розыгрыше кубка Малайзии. После выхода на пенсию Аршада Хамиса и Доллы Кассима тренером клуба стал Джита Сингх, который решил опробовать Фанди на позиции нападающего. В течение сезона 1980 года в кубке Малайзии Фанди забил восемь голов, в том числе победный гол в финале в ворота «Селангора». В сентябре 1980 года он был призван в армию. Большую часть времени на службе он занимался уборкой территории в военном лагере. Благодаря тому, что после выполнения армейских обязанностей у него оставалось свободное время, он мог продолжать играть за «Сингапур ФА». В 1981 году Фанди помог своей команде выйти в финал кубка Малайзии, за что был удостоен награды футболиста года в Сингапуре. В следующем году «Сингапур ФА» не участвовал в кубке Малайзии по политическим причинам, а Фанди перенёс операцию на плече; он не мог играть в футбол в течение шести недель и был уволен с военной службы раньше срока.
Фанди получил приглашение сыграть за «Селангор» в товарищеском матче против аргентинского «Бока Хуниорс», он забил единственный гол «Селангора», но победу одержал соперник (2:1). Фанди получил предложения от нескольких команд чемпионата Малайзии, индонезийского «Митра Кукар», швейцарского «Янг Бойз» и голландского «Аякса». После трёхнедельного просмотра в «Аяксе» клуб предложил Фанди трёхлетний контракт, но вместо этого футболист подписал годичное соглашение с «Митра Кукар». Он провёл в новом клубе один сезон, помог ему успешно защитить титул чемпиона и стал третьим бомбардиром лиги с 13 голами. В товарищеском матче между «Митрой» и лондонским «Арсеналом» Фанди забил гол, сделав свой вклад в победу со счётом 2:0. Однако он покинул «Митру» из-за того, что футбольные чиновники неожиданно запретили играть в чемпионате легионерам.
В 1983 году Фанди переехал в Нидерланды, подписав двухлетний контракт с «Гронингеном». Травма бедра, полученная в товарищеском матче, вывела его из строя на десять недель. Тем не менее, в своей первой игре в чемпионате он сделал дубль и принёс своей команде победу над «Гоу Эхед Иглз». Три дня спустя футболист сыграл в первом матче второго раунда Кубка УЕФА против итальянского «Интернационале» и установил окончательный счёт в матче 2:0. Однако в ответном матче «Гронинген» потерпел крупное поражение 1:5. Болельщики «Гронингена» признали Фанди лучшим и самым популярным игроком сезона; он забил 10 голов в 29 играх и помог своему клубу подняться с девятого на пятое место в Эредивизи. В качестве первоапрельской шутки Straits Times опубликовала на первой странице статью, якобы Фанди подписал контракт с «Манчестер Юнайтед». В следующем сезоне у Фанди случился рецидив травмы бедра, и начались конфликты с тренером. Он сыграл лишь два полных матча за сезон, и «Гронинген» не предложил ему новый контракт. Во время своего пребывания в Нидерландах Фанди забил 11 голов в 36 матчах за «Гронинген».
Следующим клубом Фанди стал «Куала-Лумпур ФА», с которым в 1987 году он выиграл свой первый кубок Малайзии. Команда повторила свой успех и в следующем сезоне; Фанди получил Золотую бутсу турнира, забив 21 гол. После третьего сезона в «Куала-Лумпур ФА» у Фанди уже было три кубка Малайзии. В 1990 году он подписал двухлетний контракт с греческим клубом ОФИ. Однако проблемы с сертификатом международного трансфера помешали ему сыграть на Крите, поэтому через два месяца он покинул Грецию. Затем Фанди присоединился к «Пахангу», где снова стал играть в основном в центре поля, причиной возвращения в полузащиту стала потеря игроком скоростных данных. Фанди пропустил несколько месяцев из-за травмы пятки и бедра, тем не менее, он забил три гола и помог «Пахангу» выиграть кубок и чемпионат Малайзии в 1992 году. В том же году он стал первым сингапурским спортсменом, карьерный заработок которого превысил миллион сингапурских долларов (без учёта инфляции).
Фанди вернулся в «Сингапур ФА» после того, как команда вылетела из Высшей лиги Малайзии. Тем не менее, клуб вернулся в элиту и дошёл до финала Кубка Малайзии 1993 года, а в следующем году «Сингапур ФА» сделал «золотой дубль». В том сезоне Фанди получил капитанскую повязку и сыграл в 39 из 41 матча «Сингапур ФА», стал лучшим бомбардиром с 26 голами и был признан лучшим игроком сезона. Его также наградили Медалью государственной службы. В следующем сезоне «Сингапур ФА» вышел из кубка Малайзии и был расформирован, причиной стало создание профессионального чемпионата Сингапура. В первом сезоне турнира, в 1996 году, Фанди был капитаном «Гейланг Интернэшнл» и забил 11 голов, чем помог своей команде стать первым чемпионом Сингапура. В июне 1996 года Азиатская футбольная конфедерация объявила футболиста игроком месяца. «Гейланг» получил специальное разрешение заплатить Фанди трёхкратную сезонную зарплату. Его карьера завершилась тремя сезонами в «Уорриорс», в течение которых он выиграл два чемпионата и два кубка Сингапура. Из-за травм Фанди в основном выходил на замену в концовках матчей, но продолжал забивать важные голы, в частности дубль в ворота камбоджийского «Роял Долфинс» в Азиатском клубном чемпионате. В 1999 году Фанди завершил карьеру игрока.

### Карьера в сборной
С 1979 по 1997 год Фанди провёл 101 матч за национальную сборную Сингапура и забил 55 голов. За достижения на международной арене его включили в Зал славы Азиатской футбольной конфедерации. Он был капитаном молодёжной сборной, которая выиграла Кубок Города Льва в 1976 и 1977 годах. Затем он присоединился к основной сборной на турне по СССР, где сыграл в двух товарищеских матчах и забил два гола во втором. Он дебютировал за «львов» в 17 лет, 3 месяца и 23 дня, став самым молодым игроком в истории сборной Сингапура, пока в 2007 году его рекорд не побил Харисс Харун. Однако на своём первом международном турнире, Играх Юго-Восточной Азии 1979, Фанди так и не забил. Он забивал в ворота Индии и Северной Кореи в отборочных матчах на летние Олимпийские игры, но не смог забить в трёх отборочных матчах чемпионата мира. На Кубке Ovaltine 1981 Фанди сделал хет-трик в матче с Малайзией, принеся команде победу со счётом 3:2. На Кубке короля Таиланда он отметился в воротах хозяев турнира (проигрыш 2:1) и оформил хет-трик в матче против Филиппин на Играх Юго-Восточной Азии 1981. В 1992 году Фанди сделал дубль в матче против Непала и забил Таиланду в Кубке короля, а затем отличился в игре с Малайзией в Кубке Ovaltine, Сингапур выиграл со счётом 3:1.
В следующем году Фанди помог Сингапуру выиграть первую из трёх серебряных медалей Игр Юго-Восточной Азии. Он сделал дубль в матче группового этапа против Брунея (3:0) и забил два гола Малайзии в полуфинале. В финальном матче против Таиланда Сингапур потерпел поражение 2:1, а Фанди травмировал лодыжку. Несмотря на это, он смог сыграть на Кубке Мерлайон 1983 и забил единственный гол в полуфинальном матче против Китая. Вторую серебряную медаль Игр Юго-Восточной Азии Фанди завоевал в 1985 году, он отличился в воротах Малайзии и Филиппин в групповом этапе, а затем сделал дубль в полуфинальной игре с Брунеем. На Играх 1989 года Фанди забил Бирме (4:0), эта победа помогла Сингапуру преодолеть групповой этап. В полуфинале Фанди на последних минутах забил решающий гол действующему чемпиону, Индонезии. В финале Сингапур проиграл Малайзии со счётом 3:1, единственный гол своей команды забил именно Фанди. Для него это была уже третья серебряная медаль турнира, однако в 2007 году он заявил: то, что он «не завоевал золотую медаль Игр Юго-Восточной Азии» — одно из «самых больших его разочарований». Фанди также участвовал в Азиатских играх 1990 и отличился голом в матче против Пакистана (победа 6:1).
В Играх Юго-Восточной Азии 1991 футболист забил оба гола Сингапура в матче группового этапа против Мьянмы. Однако в полуфинальном матче он был вынужденно заменён после того, как защитник Индонезии Херри Стьяван ударил его локтем в глаз. Хотя тот матч в основное время и закончился нулевой ничьей, «львы» всё же проиграли встречу в серии пенальти. Фанди также не сумел помочь Сингапуру квалифицироваться на Кубок Азии 1992, так как залечивал травму пятки. На Играх Юго-Восточной Азии 1993 капитан Фанди оформил хет-трик в матче с Филиппинами (7:0), а затем забил второй гол Сингапура в полуфинале с Мьянмой (3:3). В матче за третье место против Индонезии он также отличился голом (победа 3:1), обеспечив команде бронзовые медали. Футболист также играл в первом чемпионате АСЕАН, где забил по голу в ворота Малайзии и Брунея, а также оформил дубль в игре против Филиппин. 1997 год для Фанди был менее удачным, он не забивал ни в Кубке Данхилла, ни в отборочных матчах чемпионата мира. Футболист объявил об окончании карьеры в сборной после Игр Юго-Восточной Азии 1997, где его команда вылетела в полуфинале, проиграв со счётом 1:2 Индонезии.
| №  | Дата             | Место                  | Соперник  | Результат | Турнир                            |
| -- | ---------------- | ---------------------- | --------- | --------- | --------------------------------- |
| 1  | 26 февраля 1980  | Сингапур               | Индия     | 1:0       | Квалификация к ОИ 1980            |
| 2  | 4 марта 1980     | Сингапур               | КНДР      | 3:1       | Квалификация к ОИ 1980            |
| 3  | 5 апреля 1981    | Сингапур               | Малайзия  | 1:1       | Кубок Ovaltine 1981               |
| 4  | 19 апреля 1981   | Куала-Лумпур, Малайзия | Малайзия  | 2:1       | Кубок Ovaltine 1981 (переигровка) |
| 5  | 19 апреля 1981   | Куала-Лумпур, Малайзия | Малайзия  | 2:1       | Кубок Ovaltine 1981 (переигровка) |
| 6  | 9 ноября 1981    | Бангкок, Таиланд       | Таиланд   | 1:2       | Кубок короля Таиланда 1981        |
| 7  | 9 декабря 1981   | Манила, Филиппины      | Филиппины | 4:0       | Игры Юго-Восточной Азии 1981      |
| 8  | 9 декабря 1981   | Манила, Филиппины      | Филиппины | 4:0       | Игры Юго-Восточной Азии 1981      |
| 9  | 9 декабря 1981   | Манила, Филиппины      | Филиппины | 4:0       | Игры Юго-Восточной Азии 1981      |
| 10 | 7 января 1982    | Сингапур               | Бахрейн   | 2:0       | Товарищеский матч                 |
| 11 | 5 мая 1982       | Бангкок, Таиланд       | Непал     | 2:0       | Кубок короля Таиланда 1982        |
| 12 | 5 мая 1982       | Бангкок, Таиланд       | Непал     | 2:0       | Кубок короля Таиланда 1982        |
| 13 | 15 мая 1982      | Бангкок, Таиланд       | Таиланд   | 2:2       | Кубок короля Таиланда 1982        |
| 14 | 15 мая 1982      | Бангкок, Таиланд       | Таиланд   | 2:2       | Кубок короля Таиланда 1982        |
| 15 | 8 августа 1982   | Пенанг, Малайзия       | Индия     | 3:0       | Турнир Мардека 1982               |
| 16 | 10 ноября 1982   | Сингапур               | Малайзия  | 3:1       | Кубок Ovaltine 1982               |
| 17 | 28 мая 1983      | Сингапур               | Малайзия  | 2:1       | Игры Юго-Восточной Азии 1983      |
| 18 | 1 июня 1983      | Сингапур               | Филиппины | 5:0       | Игры Юго-Восточной Азии 1983      |
| 19 | 4 июня 1983      | Сингапур               | Бруней    | 4:0       | Игры Юго-Восточной Азии 1983      |
| 20 | 4 июня 1983      | Сингапур               | Бруней    | 4:0       | Игры Юго-Восточной Азии 1983      |
| 21 | 14 декабря 1983  | Сингапур               | Китай     | 1:0       | Кубок Мерлайон 1983               |
| 22 | 13 декабря 1985  | Бангкок, Таиланд       | Бруней    | 3:0       | Игры Юго-Восточной Азии 1985      |
| 23 | 13 декабря 1985  | Бангкок, Таиланд       | Бруней    | 3:0       | Игры Юго-Восточной Азии 1985      |
| 24 | 14 декабря 1985  | Бангкок, Таиланд       | Малайзия  | 2:2       | Игры Юго-Восточной Азии 1985      |
| 25 | 14 декабря 1985  | Бангкок, Таиланд       | Малайзия  | 2:2       | Игры Юго-Восточной Азии 1985      |
| 26 | 4 апреля 1987    | Сингапур               | Индонезия | 2:0       | Квалификация к ОИ 1988            |
| 27 | 26 апреля 1987   | Джакарта, Индонезия    | Индонезия | 1:2       | Квалификация к ОИ 1988            |
| 28 | 26 августа 1989  | Куала-Лумпур, Малайзия | Мьянма    | 4:0       | Игры Юго-Восточной Азии 1989      |
| 29 | 28 августа 1989  | Куала-Лумпур, Малайзия | Индонезия | 1:0       | Игры Юго-Восточной Азии 1989      |
| 30 | 31 августа 1989  | Куала-Лумпур, Малайзия | Мьянма    | 1:3       | Игры Юго-Восточной Азии 1989      |
| 31 | 27 сентября 1990 | Пекин, Китай           | Пакистан  | 6:1       | Летние Азиатские игры 1990        |
| 32 | 29 ноября 1991   | Манила, Филиппины      | Мьянма    | 2:1       | Игры Юго-Восточной Азии 1991      |
| 33 | 29 ноября 1991   | Манила, Филиппины      | Мьянма    | 2:1       | Игры Юго-Восточной Азии 1991      |
| 34 | 25 ноября 1992   | Янгон, Мьянма          | Мьянма    | 1:0       | Товарищеский матч                 |
| 35 | 8 декабря 1992   | Сингапур               | Малайзия  | 3:0       | Кубок Мерлайон 1992               |
| 36 | 13 апреля 1993   | Доха, Катар            | Вьетнам   | 3:2       | Квалификация к ЧМ 1994            |
| 37 | 16 апреля 1993   | Доха, Катар            | Катар     | 1:4       | Квалификация к ЧМ 1994            |
| 38 | 30 апреля 1993   | Сингапур               | Катар     | 1:0       | Квалификация к ЧМ 1994            |
| 39 | 2 мая 1993       | Сингапур               | Индонезия | 2:1       | Квалификация к ЧМ 1994            |
| 40 | 9 июня 1993      | Сингапур               | Филиппины | 7:0       | Квалификация к ЧМ 1994            |
| 41 | 9 июня 1993      | Сингапур               | Филиппины | 7:0       | Квалификация к ЧМ 1994            |
| 42 | 9 июня 1993      | Сингапур               | Филиппины | 7:0       | Квалификация к ЧМ 1994            |
| 43 | 17 июня 1993     | Сингапур               | Мьянма    | 3:3       | Игры Юго-Восточной Азии 1993      |
| 44 | 19 июня 1993     | Сингапур               | Индонезия | 3:1       | Игры Юго-Восточной Азии 1993      |
| 45 | 17 июля 1995     | Сингапур               | Мьянма    | 3:3       | Tiger Beer Quadrangular 1995      |
| 46 | 4 декабря 1995   | Лампхун, Таиланд       | Бруней    | 2:2       | Игры Юго-Восточной Азии 1995      |
| 47 | 6 декабря 1995   | Лампхун, Таиланд       | Мьянма    | 4:2       | Игры Юго-Восточной Азии 1995      |
| 48 | 6 декабря 1995   | Лампхун, Таиланд       | Мьянма    | 4:2       | Игры Юго-Восточной Азии 1995      |
| 49 | 8 декабря 1995   | Чиангмай, Таиланд      | Филиппины | 4:0       | Игры Юго-Восточной Азии 1995      |
| 50 | 16 декабря 1995  | Сингапур               | Мьянма    | 1:0       | Игры Юго-Восточной Азии 1995      |
| 51 | 1 сентября 1996  | Сингапур               | Малайзия  | 1:1       | Чемпионат АСЕАН 1996              |
| 52 | 4 сентября 1996  | Сингапур               | Бруней    | 3:0       | Чемпионат АСЕАН 1996              |
| 53 | 6 сентября 1996  | Сингапур               | Филиппины | 3:0       | Чемпионат АСЕАН 1996              |
| 54 | 6 сентября 1996  | Сингапур               | Филиппины | 3:0       | Чемпионат АСЕАН 1996              |
| 55 | 16 октября 1997  | Джакарта, Индонезия    | Индонезия | 1:2       | Игры Юго-Восточной Азии 1997      |

## Стиль игры
Ещё в детстве Фанди начинал играть в футбол на позиции вратаря, но вскоре, по совету учителя, перешёл в полузащиту. Свой первый сезон в «Сингапур ФА» он отыграл в центре поля, но с приходом в команду тренера Джиты Сингха переместился в нападение. В этом амплуа футболист выступал до начала 90-х, когда с переходом в «Паханг» он вернулся в полузащиту. Причиной этому стала потеря скоростных данных вследствие травм. Под конец карьеры Фанди в основном выходил на замены, но продолжал забивать решающие голы.
Фанди на поле среди других игроков отличался уверенными и отточенными действиями при контроле мяча, его считали футболистом, который наперёд знал, что будет делать дальше. Сын Фанди, Ирфан хвалил стиль игры отца за то, что он был хорошим командным игроком, а не «звездой-индивидуалистом, гонящимся за славой».

## Карьера тренера

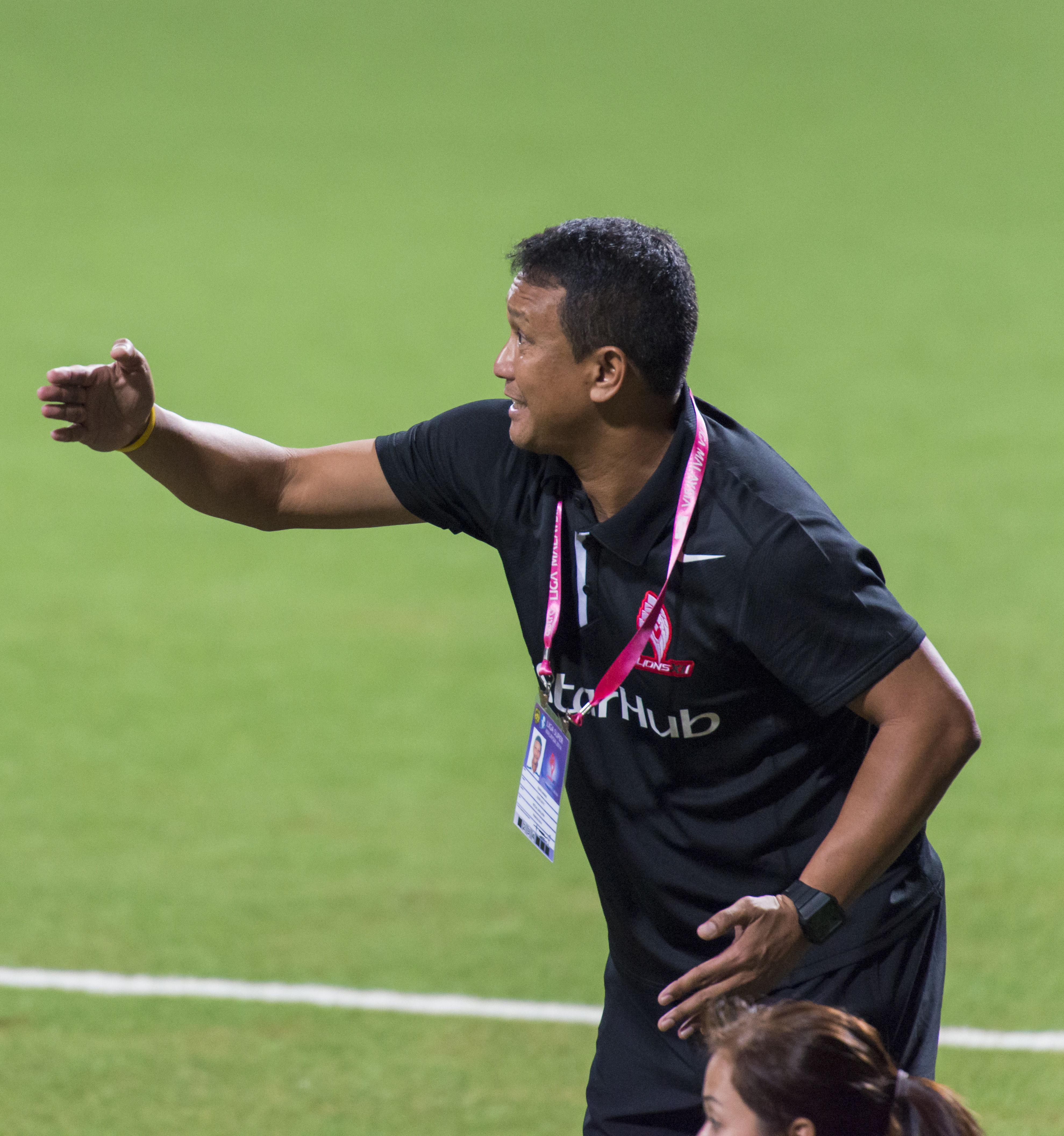
Фанди Ахмад в матче «Лайонс XII» против «Келантана»

После окончания карьеры игрока Фанди работал в качестве тренера. Он начал с должности ассистента тренера сборной Сингапура, став помощником Винсента Субраманиама на Играх Юго-Восточной Азии 1999, где Сингапур занял четвёртое место. В 2000 году Фанди был назначен тренером «Уорриорс» и привёл их к победе в чемпионате Сингапура, он также стал тренером года S-Лиги. Сезон 2001 года клуб завершил без трофеев, зато стал чемпионом в следующем году, оторвавшись от ближайшего преследователя на 20 очков. Затем Фанди одновременно работал помощником тренера сборной и тренером «Янг Лайонс». С первыми он выиграл чемпионат АСЕАН 2005 года, а вторым помог подняться из нижней части турнирной таблицы в 2003 году и завоевать две бронзы в 2004 и 2006 годах.
С ноября 2006 по март 2010 года Фанди тренировал индонезийский клуб «Пелита Райа». Он сделал ставку на молодёжь и помог команде подняться в Индонезийскую Суперлигу, там клуб дважды финишировал в середине турнирной таблицы. После этого он был скаутом итальянского клуба «Виченца», региональным менеджером проекта Генуэзской международной футбольной школы и тренером клуба Малайзийской Суперлиги, «Джохор». В 2011 году он основал собственную футбольную академию, которая организует учебные программы (в том числе за рубежом) для талантливых молодых сингапурских футболистов. Фанди является одним из семи сингапурских тренеров, получивших профессиональный тренерский диплом АФК. Многие считают, что в будущем он возглавит сборную Сингапура. В декабре 2013 года он стал главным тренером сингапурского «Лайонс XII», его помощником был назначен Назри Насир. Клуб не смог защитить чемпионский титул, заняв в сезоне 2014 года лишь восьмое место. В зимнее межсезонье, чтобы усилить команду, Фанди пригласил в «Лайонс XII» трёх игроков: полузащитника Изздина Шафика, универсала Вахьюди Вахида и вингера Кристофера ван Хюйзена. В мае 2015 года он привёл команду к победе в кубке Футбольной ассоциации Малайзии.
Перед сезоном 2018 года Фанди был назначен главным тренером «Янг Лайонс», заменив Ришара Тарди. В мае 2018 года он был назначен временным главным тренером сборной Сингапура до конца чемпионата АСЕАН 2018 года.
В ноябре 2019 года Фанди продлил контракт с Футбольной ассоциацией Сингапура, ему была отведена роль тренера сборной до 22 лет. Вместе с техническим директором Джозефом Палацидесом он стремится улучшить пути и структуру для развития молодых игроков для национальных сборных. После Игр Юго-Восточной Азии 2019 года команду «Янг Лайонс» и сборную до 22 лет возглавил Назри Насир. Фанди вошёл в состав вспомогательного персонала тренера национальной сборной Тацумы Ёсиды.
21 июля 2022 года Фанди вернулся в «Сри Паханг» в качестве технического советника. Назначение произошло через три недели после того, как он покинул Футбольную ассоциацию Сингапура, отработав там семь лет. Его контракт истёк 30 июня. В мае сообщалось, что у Фанди было несколько вариантов от клубов из Сингапура, Индонезии, а также Малайзии. Также сообщалось, что на его выбор повлияли хорошие отношения с президентом «Сри Паханга» Тенгку Абдулом Рахманом Султаном Ахмадом Шахом.
В январе 2023 года Фанди сменил на посту тренера «Сри Паханга» Доллаха Саллеха, который временно занимал должность после отставки француза Кристофа Гамеля в прошлом сезоне. Таким образом, Фанди во второй раз в карьере стал главным тренером команды Суперлиги Малайзии.

## Вне футбола
Фанди является набожным мусульманином, избегает скандалов, не имеет вредных привычек; его часто называют скромным, чувствительным и сострадательным. В 1996 году он женился на южноафриканской модели Венди Якобс, у пары пятеро детей. Двое старших сыновей занимаются футболом и уже проходили просмотры в «Арсенале», «Челси» и «Милане». В 1993 году вышла биография Фанди, она получила название «История Фанди Ахмада» (англ. The Fandi Ahmad Story). В течение двух месяцев было продано 17000 экземпляров, книгу также перевели на малайский язык.
Фанди рекламировал такие продукты, как спортивная одежда Lotto и Royal Sporting House, каша Uncle Tobys, молоко Carnation и энергетический напиток Isomax. В 1996 году он выпустил альбом английских и малайских песен и создал телевизионную программу Meniti Pelangi, рассказывающую об ущемлениях малайских сингапурцев. Три года спустя он открыл ресторан и автосалон, но в течение двух лет оба заведения пришлось закрыть. Он был послом национальных антитабачной и антинаркотической кампаний, собирал средства для жертв индонезийского цунами 2004 года и принял участие в инициативе северо-восточного Совета по общинному развитию касательно организации программы общественных работ.
В октябре 2014 года сингапурский музей мадам Тюссо представил восковую фигуру Фанди, он стал первым спортсменом страны, удостоенным такой чести. Восковая фигура изображает молодого Фанди в 1994 году, ещё когда он был капитаном «Сингапур ФА» и привёл команду к победе в кубке Малайзии.

## Достижения

### Как игрок
«Митра Кукар»
- Чемпионат Индонезии: 1982/83[65]

«Куала-Лумпур ФА»
- Чемпионат Малайзии: 1988[66]
- Кубок Малайзии: 1987, 1988[67][68]

«Паханг»
- Чемпионат Малайзии: 1992[69]
- Кубок Малайзии: 1992[70]

«Сингапур ФА»
- Чемпионат Малайзии: 1994[71]
- Кубок Малайзии: 1980, 1994[72][73]

«Гейланг Интернэшнл»
- Чемпионат Сингапура: 1996[74]

«Уорриорс»
- Чемпионат Сингапура: 1997, 1998[75][76]
- Кубок Сингапура: 1999[77]
- Кубок Лиги: 1997[78]
- Кубок Футбольной ассоциации Сингапура: 1997[79]

Сборная Сингапура
- Игры Юго-Восточной Азии:

- Серебро: 1983, 1985, 1989
- Бронза: 1991, 1993, 1995

### Как тренер
«Уорриорс»
- Чемпионат Сингапура: 2000, 2002[86][87]
- Тренер года S-Лиги: 2000[88]

Лайонс XII
- Кубок Футбольной ассоциации Малайзии: 2015

## Комментарии
1. ↑  До создания S-Лиги в 1996 году некоторые сингапурские клубы выступали в чемпионате Малайзии.
2. ↑   Авторитетные источники употребляют по отношению к Фанди такие слова: «футбольная легенда Сингапура»[3], «любимый футбольный сын Сингапура»[4], «национальная футбольная икона»[5], «самый знаменитый футболист Сингапура»[6], «золотой мальчик футбола страны»[7], «самое известное лицо сингапурского спорта»[8], «лучший в своём поколении»[9], «один из лучших футболистов в истории Сингапура» и «один из лучших футболистов Азии»[10].
3. ↑  Статистика Футбольной ассоциации Сингапура за этот период не признана ФИФА
4. ↑  Международные голы, признанные Футбольной ассоциацией Сингапура и Азиатской футбольной конфедерацией[40].